# カールヴィン広場
座標: 北緯47度29分22.90秒 東経19度03分42.55秒 / 北緯47.4896944度 東経19.0618194度

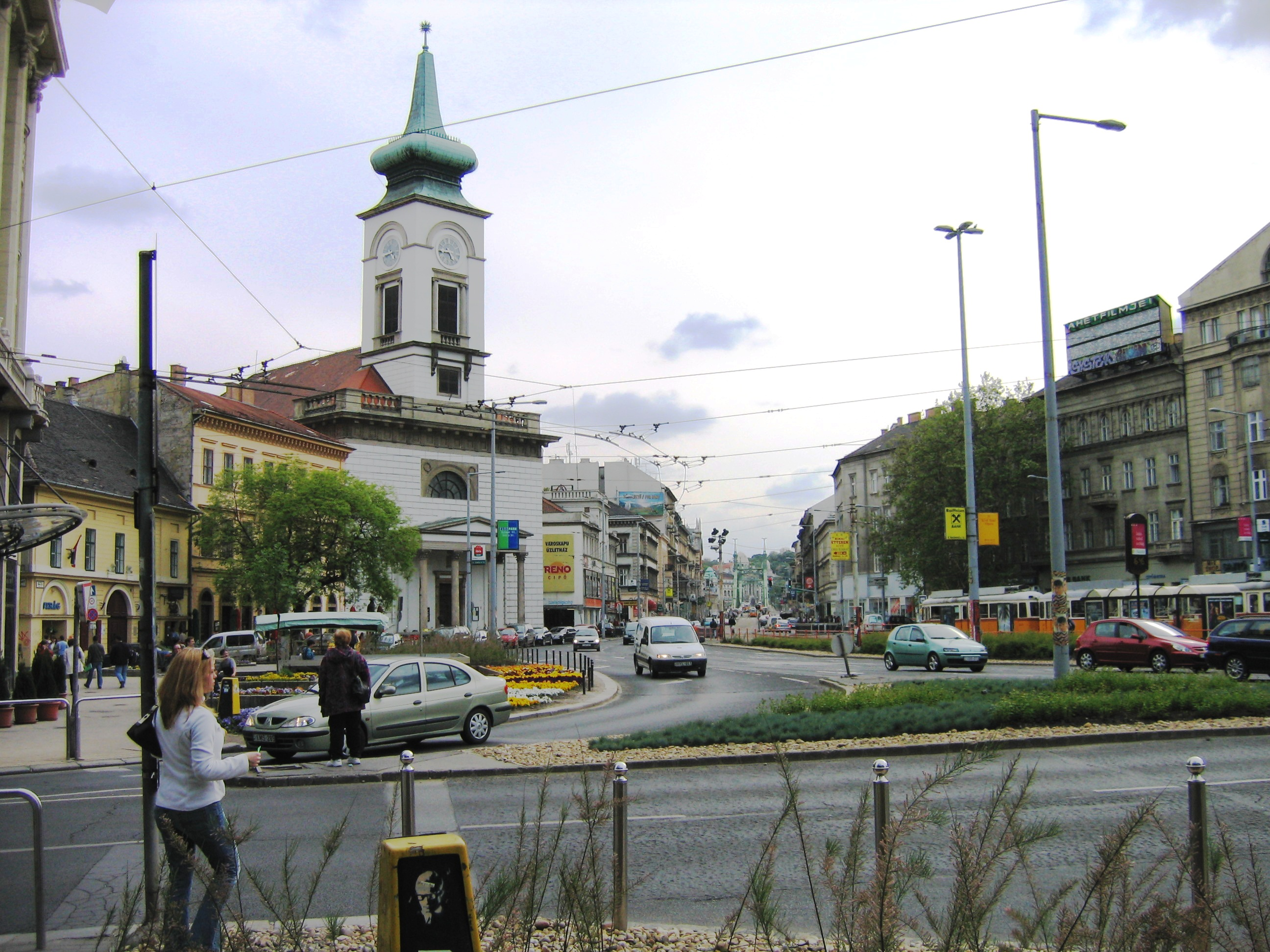
カールヴィン広場

カールヴィン広場（洪:Kálvin tér）とは、ハンガリー・ブダペストの中心地にある有名な広場であり交差点である。広場の名前はこの地にかつて大きな改革派教会があった事からフランスの神学者であるジャン・カルヴァンに由来している。

## 概要
この広場はペシュトに属し、5区、8区、9区の境界となっている。この広場ではキシュケルートとウーロイ通り、バロス通り、ケチケメート通りが交わっている。
大きな通りが交わっている為、この広場はトラム、バス、トロリーバスのルートになっている他、地下にはブダペスト地下鉄3号線のカールヴィン広場駅が存在しており、この駅は将来的には4号線との乗換駅になる予定である。
現在、この広場の近くにはハンガリー国立博物館が存在している。